# Kamila Lićwinko
Kamila Lićwinko (née Stepaniuk le 22 mars 1986 à Bielsk Podlaski) est une athlète polonaise, spécialiste du saut en hauteur.

## Biographie

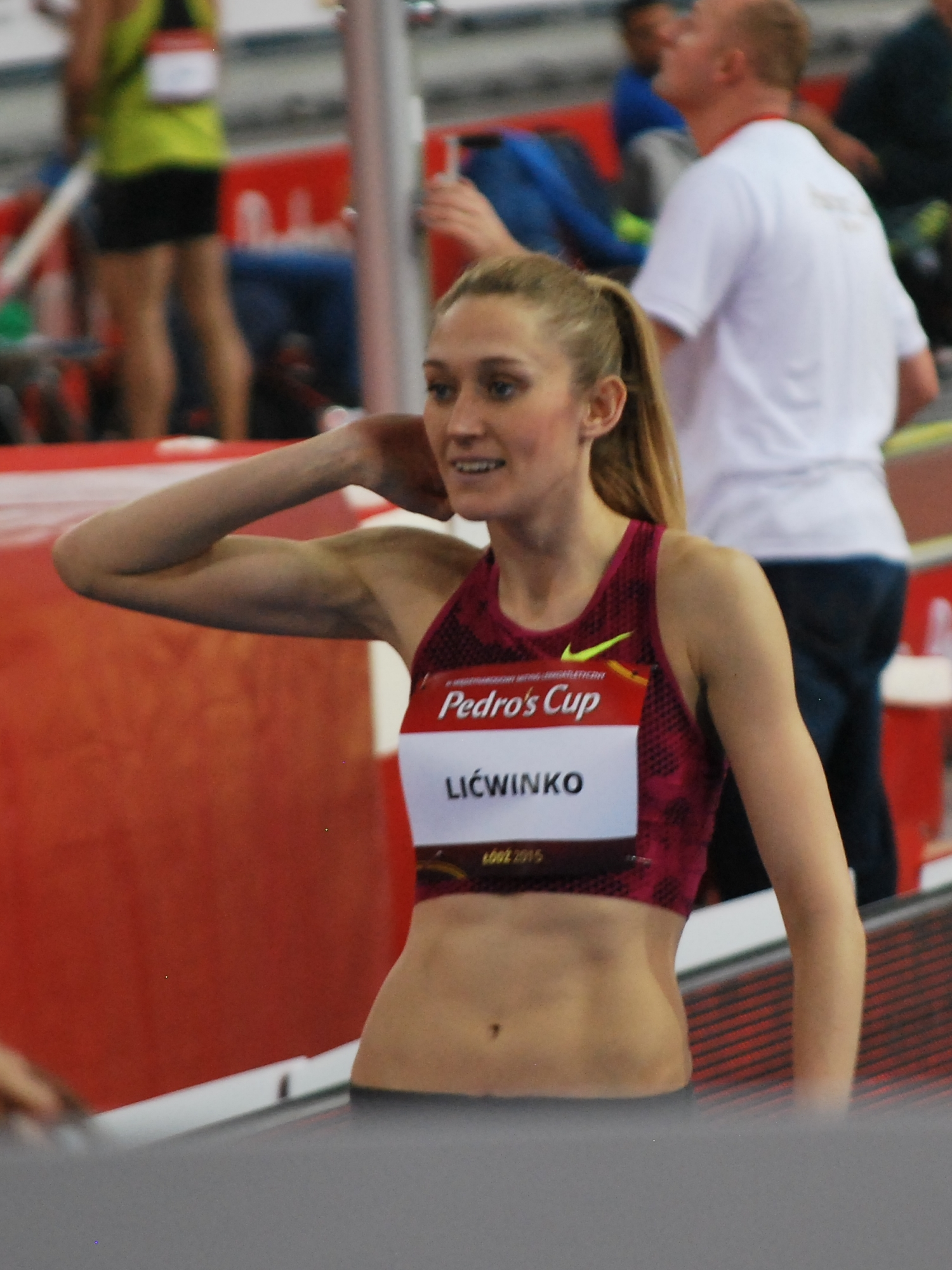
Kamila Lićwinko en 2015

En 2009, elle a franchi trois fois la barre de 1,92 m en salle, mais son meilleur concours est de 1,91 m à Kaunas en juin 2008. En 2009, elle franchit 1,93 m.
Le 9 juin 2013, à Opole, elle porte son record à 1,99 m. Elle remporte la médaille d'or, avec 1,96 m, à l'Universiade de Kazan, devant Mariya Kuchina.

### Championne du monde en salle (2014)
Elle franchit pour la première fois de sa carrière la barre des 2 mètres le 8 février 2014 à Arnstadt, puis réédite cette performance le 22 février à Sopot. Le 8 mars, toujours à Sopot, en finale des championnats du monde en salle, elle efface de nouveau cette barre de 2,00 m, et ce dès sa première tentative. Elle remporte ainsi son premier titre mondial en salle mais partage la médaille d'or avec la Russe Mariya Kuchina qui réussit la même série de sauts.
Le 27 janvier 2015, elle remporte le meeting de Cottbus et égale pour la 3e fois son record de Pologne avec 2,00 m. Cinq jours plus tard, elle remporte le concours de hauteur organisé à Moscou avec la marque de 2,01 m. Cette performance est un nouveau record de Pologne et efface ainsi son propre record national qui était de 2,00 m, réalisé à quatre reprises (3 fois en 2014 et 1 fois en 2015).

### Progression (2015)
Trois semaines plus tard, elle bat à nouveau ce record en franchissant 2,02 m, faisant d'elle la favorite pour les Championnats d'Europe en salle de Prague. Après une décevante troisième place (1,94 m) lors des Championnats d'Europe en salle, Lićwinko réalise des performances régulières successivement en Pologne, en Italie et au Royaume-Uni avec 1,97 m. Elle remporte ensuite les championnats nationaux avec 1,98 m.
Le 27 août 2015, elle se qualifie pour la finale des Championnats du monde avec un saut à 1,92 m. Deux jours plus tard, elle prend la tête du concours jusque 1,99 m (records national égalé), avant d'échouer par trois fois à 2,01 m, barre que les Russes Mariya Kuchina et Anna Chicherova ainsi que la Croate Blanka Vlašić franchissent. Licwinko échoue donc au pied du podium.

### Le bronze à Portland (2016)
Le 5 février 2016, Licwinko égale la meilleure performance mondiale de l'année (WL) de la Lituanienne Airinė Palšytė avec 1,97 m. Elle remporte le 20 mars suivant la médaille de bronze des championnats du monde en salle de Portland avec 1,96 m, échouant à 1,99 m. Elle est devancée aux essais par l'Américaine Vashti Cunningham et l'Espagnole Ruth Beitia.
Le 13 juin, elle se classe 3e du Bauhaus-Galan de Stockholm avec 1,90 m avant d'établir le 18 juin à Szczecin, une nouvelle meilleure performance mondiale de l'année à 1,99 m (détenue jusque-là par l'Italienne Desirée Rossit avec 1,97 m) mais également un record de Pologne égalé pour la 5e fois. Le 16 juillet, elle franchit 1,96 m lors du Meeting d'Eberstadt où elle est battue par l'Allemande Marie-Laurence Jungfleisch (2,00 m).
Selon le magazine Track and Field News qui a réalisé des pronostics sur les podiums des Jeux olympiques de Rio, Licwinko serait celle qui remporterait le titre olympique devant Blanka Vlašić et Ruth Beitia. Mais, blessée au dos depuis le mois de juillet, la Polonaise ne peut faire lors de ces Jeux olympiques de Rio mieux qu'une 9e place avec 1,93 m.

### Saison 2017
Décidant de faire l'impasse sur la saison hivernale, Lićwinko revient sur sa décision et réalise sa 1re compétition le 16 février à Lodz où elle atteint les minima (1,91 m) pour les Championnats d'Europe en salle de Belgrade avec 1,97 m. À l'issue de la compétition, elle annonce qu'elle s'alignera à l'Euro. 3 jours plus tard, elle gagne le titre de Championne de Pologne avec 1,93 m mais ne passe pas les qualifications des Championnats d'Europe. 
Elle ouvre sa saison estivale le 27 mai à l'occasion du Prefontaine Classic de Eugene où elle réalise 1,95 m puis s'améliore avec 1,96 m le 5 juin suivant. Le 18 juin, lors du Bauhaus-Galan de Stockholm, elle franchit 1,97 m et échoue de peu à 2,00 m, barre qui aurait été un record national. Le 16 juillet, à Padoue, elle franchit 1,98 m puis remporte la semaine suivante les championnats nationaux avec 1,95 m.
Le 12 août, lors de la finale des championnats du monde de Londres, Lićwinko connaît un début de compétition compliqué en réalisant 1,92 et 1,95 m au second essai. Puis, elle franchit 1,97 m à sa dernière tentative et sécurise une médaille. À 1,99 m, elle crée la sensation en effaçant la barre dès son premier essai et prend la tête du concours, égalant par la même occasion son propre record de Pologne. Elle échoue à 2,01 m, barre que réussit Mariya Lasitskene et Yuliya Levchenko, s'emparant de la médaille de bronze. Elle devient la première athlète polonaise médaillée au saut en hauteur lors des championnats du monde.
Deuxième à Eberstadt le 26 août avec 1,96 m (derrière Marie-Laurence Jungfleisch 2,00 m), elle égale cette marque trois jours plus tard à Zagreb pour remporter le concours. Elle échoue dans les deux occasions pour un record de Pologne à 2,00 m,.
De retour de maternité, elle se classe 5e des championnats du monde 2019 avec 1,98 m.

## Vie privée
Le 22 février 2018, elle annonce attendre son premier enfant avec son compagnon et entraîneur Michal.

## Palmarès
| Date | Compétition                       | Lieu             | Résultat | Marque |
| ---- | --------------------------------- | ---------------- | -------- | ------ |
| 2005 | Championnats d'Europe juniors     | Kaunas           | 8e       | 1,82 m |
| 2007 | Championnats d'Europe espoirs     | Debrecen         | 4e       | 1,86 m |
| 2009 | Championnats d'Europe en salle    | Turin            | 8e       | 1,92 m |
| 2009 | Championnats d'Europe par équipes | Leiria           | 8e       | 1,87 m |
| 2009 | Universiade                       | Belgrade         | 4e       | 1,88 m |
| 2013 | Championnats d'Europe par équipes | Gateshead        | 2e       | 1,92 m |
| 2013 | Universiade                       | Kazan            | 1re      | 1,96 m |
| 2013 | Championnats du monde             | Moscou           | 6e       | 1,93 m |
| 2014 | Championnats du monde en salle    | Sopot            | 1re      | 2,00 m |
| 2014 | Championnats d'Europe par équipes | Brunswick        | 3e       | 1,90 m |
| 2014 | Championnats d'Europe             | Zurich           | 9e       | 1,90 m |
| 2015 | Championnats d'Europe en salle    | Prague           | 3e       | 1,94 m |
| 2015 | Championnats d'Europe par équipes | Tcheboksary      | 3e       | 1,97 m |
| 2015 | Championnats du monde             | Pékin            | 4e       | 1,99 m |
| 2016 | Championnats du monde en salle    | Portland         | 3e       | 1,96 m |
| 2016 | Jeux olympiques                   | Rio de Janeiro   | 9e       | 1,93 m |
| 2017 | Championnats d'Europe par équipes | Lille            | 1re      | 1,97 m |
| 2017 | Championnats du monde             | Londres          | 3e       | 1,99 m |
| 2017 | Ligue de diamant                  | Ligue de diamant | 5e       | 1,88 m |
| 2019 | Championnats d'Europe par équipes | Bydgoszcz        | 5e       | 1,90 m |
| 2019 | Ligue de diamant                  | Ligue de diamant | 4e       | 1,95 m |
| 2019 | Championnats du monde             | Doha             | 5e       | 1,98 m |
| 2021 | Jeux olympiques                   | Tokyo            | 11e      | 1,93 m |

## Records
| Épreuve         | Épreuve   | Marque      | Lieu                         | Date                                               |
| --------------- | --------- | ----------- | ---------------------------- | -------------------------------------------------- |
| Saut en hauteur | Plein air | 1,99 m (NR) | Opole Pékin Szczecin Londres | 9 juin 2013 29 août 2015 18 juin 2016 12 août 2017 |
| Saut en hauteur | En salle  | 2,02 m (NR) | Toruń                        | 21 février 2015                                    |